# Alexander (televisieserie)
Alexander was een Vlaamse jeugdserie en sitcom. Het is een Vlaamse herwerking van de in de jaren 70 populaire sitcom Some Mothers Do 'Ave 'Em.

## Verhaal
Alexander Verdoodt (Herman Verbruggen) – met dt – is een niet al te snuggere jongen.
Hij is nogal onhandig en dat is ook de grootste reden waarom hij geen werk vindt.
Hij gaat vaak solliciteren, maar tijdens de proefperiode op zijn werk wordt hij vaak ontslagen omdat hij iets breekt, zelfs hele huisraden ontsnappen er niet aan.
Hij is jong getrouwd met Betty Delange (Mieke Laureys) en ze wonen samen in het huis van zijn schoonmoeder Irene Delange (Magda Cnudde), die nogal vaak op zijn kap zit, vanwege zijn onhandigheid. Ze woont nu op een appartement, ze heeft één dag bij hen ingewoond en kreeg toen een zenuwinzinking. Ze heeft een geschiedenis met buurman Vandeplas (Herman Verbeeck), een gepensioneerd hoofdonderwijzer en beursspecialist, die van rust, orde en regelmaat houdt. Het klikt dan ook niet echt tussen hem en Alexander.

## Acteurs
| Acteur            | Personage                         |
| ----------------- | --------------------------------- |
| Violet Braeckman  |                                   |
| Herman Verbruggen | Alexander Verdoodt                |
| Mieke Laureys     | Betty Verdoodt-Delange            |
| Magda Cnudde      | Irene Delange                     |
| Herman Verbeeck   | Buurman Theofiel 'Theo' Vandeplas |

## Nevenpersonages
| Acteur               | Personage          | Nr aflevering |
| -------------------- | ------------------ | ------------- |
| Trine Thielen        | Secretaresse Linda | 1, 2          |
| Hubert Damen         | Jan Stuckens       | 1, 2          |
| Mark Stroobants      | Lifthersteller     | 1, 2          |
| Frederik Imbo        | Schilder           | 1, 2          |
| Erik Burke           | Harry Devos        | 3, 4          |
| Rik Hancké           | Dokter De Kerpel   | 3, 4          |
| Dirk Lavrysen        | Jean Staes         | 5, 6, 7, 9    |
| Frank Van Erum       | Karel Schoeters    | 5, 6, 7, 9    |
| Ellen Dierckx        | Hilde Goossens     | 5, 6, 7       |
| Stef Van Litsenborgh | Agent              | 5             |
| Ivan Pecnik          | Schoeters          | 6             |
| Kristiaan Lagast     | Pastoor            | 6             |
| Sjarel Branckaerts   | W. Bertels         | 7, 8          |
| Vera Puts            | Francine Devries   | 7, 8          |
| Harry Deswarte       | Leo Devries        | 7, 8          |
| Ellen Dierckx        | Hilde Goossens     | 9             |
| Jef Burm             | Oude man           | 9             |
| Ludo Hellinx         | Verplancke         | 10            |
| Marc Peeters         | Dokter             | 10            |
| Anne Somers          | Verpleegster       | 10            |
| Jits Van Belle       | Vivianne           | 11            |
| Jeron Amin Dewulf    | Jansens            | 11            |
| Diane Belmans        | Verpleegster       | 11, 12        |
| Koen Van Impe        | Dokter             | 11, 12        |
| Kathleen Everaerts   | Vrouw              | 11, 12        |
| Mia Van Roy          | Hilda Degreef      | 11, 12        |
| Bert Van Tichelen    | Frans Degreef      | 12            |
| Bob De Moor          | Hoteleigenaar      | 13, 14        |
| Bert Strauwen        | Busschauffeur      | 13            |
| Liliane Dorekens     | Mevrouw Lamoot     | 14            |

## Afleveringen
| Nr. serie | Deel   | Titel van aflevering         | Uitzenddatum |  |
| --------- | ------ | ---------------------------- | ------------ |  |
| 1         | Deel 1 | Solliciteren is een kunst    |              |  |
| ...       |        |                              |              |  |
| 2         | Deel 2 | Solliciteren is een kunst    |              |  |
| ...       |        |                              |              |  |
| 3         | Deel 1 | Een goede buur               |              |  |
| ...       |        |                              |              |  |
| 4         | Deel 2 | Een goede buur               |              |  |
| ...       |        |                              |              |  |
| 5         | Deel 1 | Recht op werk                |              |  |
| ...       |        |                              |              |  |
| 6         | Deel 2 | Recht op werk                |              |  |
| ...       |        |                              |              |  |
| 7         | Deel 1 | Wie schildert mijn verbazing |              |  |
| ...       |        |                              |              |  |
| 8         | Deel 2 | Wie schildert mijn verbazing |              |  |
| ...       |        |                              |              |  |
| 9         | Deel 1 | Hoor wie klopt daar          |              |  |
| ...       |        |                              |              |  |
| 10        | Deel 2 | Hoor wie klopt daar          |              |  |
| ...       |        |                              |              |  |
| 11        | Deel 1 | De zieken verzorgen          |              |  |
| ...       |        |                              |              |  |
| 12        | Deel 2 | De zieken verzorgen          |              |  |
| ...       |        |                              |              |  |
| 13        | Deel 1 | Hotel met zeezicht           |              |  |
| ...       |        |                              |              |  |
| 14        | Deel 2 | Hotel met zeezicht           |              |  |
| ...       |        |                              |              |  |

## Trivia
- Herman Verbruggen speelt ook de rol van Marc Vertongen in F.C. De Kampioenen, op VRT 1. Dit is ook een niet al te snuggere, onhandige jongen die niet alles direct begrijpt en vaak dingen laat vallen of op een andere manier kapotmaakt, net als Alexander.

- De reeks werd voornamelijk opgenomen in de Tuinwijk in Nijlen.